# Cyclisme aux Jeux olympiques d'été de 1992
Navigation
Séoul 1988 Atlanta 1996
Aux Jeux olympiques d'été de 1992, deux disciplines de cyclisme sont au programme : le cyclisme sur piste et le cyclisme sur route. L'épreuve de la poursuite féminine fait son apparition pour la première fois aux Jeux olympiques, portant le nombre d'épreuves à 10. 
L'Allemagne termine en tête du tableau de médailles avec 6 médailles dont 4 d'or.

## Podiums

### Hommes
| Podiums                             |                                                                                        |                                                                     |                                                                                       |
| Route                               |                                                                                        |                                                                     |                                                                                       |
| Course en ligne                     | Fabio Casartelli Italie                                                                | Erik Dekker Pays-Bas                                                | Dainis Ozols Lettonie                                                                 |
| 100 km contre-la-montre par équipes | Allemagne Michael Rich Bernd Dittert Christian Meyer Uwe Peschel                       | Italie Andrea Peron Flavio Anastasia Luca Colombo Gianfranco Contri | France Jean-Louis Harel Hervé Boussard Didier Faivre-Pierret Philippe Gaumont         |
| Piste                               |                                                                                        |                                                                     |                                                                                       |
| Kilomètre                           | José Manuel Moreno Espagne                                                             | Shane Kelly Australie                                               | Erin Hartwell États-Unis                                                              |
| Vitesse individuelle                | Jens Fiedler Allemagne                                                                 | Gary Neiwand Australie                                              | Curtis Harnett Canada                                                                 |
| Poursuite individuelle              | Chris Boardman Grande-Bretagne                                                         | Jens Lehmann Allemagne                                              | Gary Anderson Nouvelle-Zélande                                                        |
| Poursuite par équipes               | Allemagne Stefan Steinweg Guido Fulst Michael Glöckner Jens Lehmann Andreas Walzer (q) | Australie Stuart O'Grady Brett Aitken Stephen McGlede Shaun O'Brien | Danemark Jan Petersen Ken Frost Jimmi Madsen Klaus Kynde Nielsen Michael Sandstød (q) |
| Course aux points                   | Giovanni Lombardi Italie                                                               | Léon van Bon Pays-Bas                                               | Cédric Mathy Belgique                                                                 |

### Femmes
| Podiums                |                         |                               |                          |
| Route                  |                         |                               |                          |
| Course en ligne        | Kathryn Watt Australie  | Jeannie Longo-Ciprelli France | Monique Knol Pays-Bas    |
| Piste                  |                         |                               |                          |
| Vitesse individuelle   | Erika Salumäe Estonie   | Annett Neumann Allemagne      | Ingrid Haringa Pays-Bas  |
| Poursuite individuelle | Petra Rossner Allemagne | Kathryn Watt Australie        | Rebecca Twigg États-Unis |

## Tableau des médailles
| Rang  | Nation           | Or | Argent | Bronze | Total |
| ----- | ---------------- | -- | ------ | ------ | ----- |
| 1     | Allemagne        | 4  | 2      | 0      | 6     |
| 2     | Italie           | 2  | 1      | 0      | 3     |
| 3     | Australie        | 1  | 4      | 0      | 5     |
| 4     | Estonie          | 1  | 0      | 0      | 1     |
| 4     | Grande-Bretagne  | 1  | 0      | 0      | 1     |
| 4     | Espagne          | 1  | 0      | 0      | 1     |
| 7     | Pays-Bas         | 0  | 2      | 2      | 4     |
| 8     | France           | 0  | 1      | 1      | 2     |
| 9     | États-Unis       | 0  | 0      | 2      | 2     |
| 10    | Belgique         | 0  | 0      | 1      | 1     |
| 10    | Canada           | 0  | 0      | 1      | 1     |
| 10    | Danemark         | 0  | 0      | 1      | 1     |
| 10    | Lettonie         | 0  | 0      | 1      | 1     |
| 10    | Nouvelle-Zélande | 0  | 0      | 1      | 1     |
| Total | Total            | 10 | 10     | 10     | 30    |